# 北海道中央バス三笠ターミナル
北海道中央バス三笠ターミナル（ほっかいどうちゅうおうバスみかさターミナル）は、北海道三笠市幸町に存在した北海道中央バスの営業施設。空知事業部岩見沢営業所が管轄していた。

## 概要
かつては多賀町交差点（現空知商工信用組合三笠支店前）付近で乗降を取り扱っていたが、利用客増加や交通安全上の理由により幸町にターミナルを設置し営業を開始した。北海道中央バスの数あるターミナルの建物の中で最も古かった。その後、炭鉱閉山による影響やマイカーの普及などによる利用客減少に合わせて発着便数が減少、2005年（平成17年）12月のダイヤ改正で乗り入れしていた「三笠・幌内線」および「岩桂線」が廃止（代替の三笠市営バスはターミナルに乗り入れしなくなった）。基幹路線である岩見沢 - 三笠間の定期路線（三笠線）も段階的に便数が減少。窓口閉鎖等を行った。そして、2006年（平成18年）11月30日をもって三笠ターミナルを閉鎖し、45年の歴史に幕を閉じた。なお、三笠ターミナルを起・終点としていた路線バス・高速バスは全便が近隣に設置された「三笠市民会館」停留所発着に変更された。

### 年表
- 1961年（昭和36年）
  - 10月1日 三笠出張所を設置。
  - 11月15日 幸町に移転しバスのりばを設置。
- 1967年（昭和42年）3月1日 三笠出張所を三笠営業所に変更。
- 1973年（昭和48年）10月21日 三笠営業所を岩見沢営業所へ統合し、岩見沢営業所三笠ターミナルとなる。
- 2005年（平成17年）12月1日 窓口業務廃止。待合室とのりばは引き続き使用。
- 2006年（平成18年）12月1日 三笠ターミナル閉鎖。代替として「三笠市民会館」停留所および待合所を設置。

## ターミナル構造（閉鎖時）
降車は施設東側の降車スペースで、乗車は施設西側の専用レーンでそれぞれ取り扱う。
1番のりば（閉鎖時）
- 岩見沢ターミナル行（三笠線）
一部の便はイオン三笠店南口を経由する。

2番のりば（閉鎖時）
- 札幌駅前ターミナル行（岩見沢経由高速みかさ号）
- 幾春別町行（三笠線）
最終便を除く。

3番のりば（閉鎖時）
- （未使用）

北出靴店前（閉鎖時）
- 幾春別町行（三笠線）最終便。

上記のほかかつて乗り入れしていた路線
- 三笠・幌内線（三笠ターミナル - 幌内中央町ほか）
- 岩桂線（三笠ターミナル - 萱野 - 岩見沢ターミナルほか）
- 幾春別線（岩見沢ターミナル - 三笠ターミナル - 幾春別町 - 川端町 - 奔別中ノ沢町ほか）
- 特急札春線（札幌ターミナル - 江別ターミナル - 岩見沢ターミナル - 三笠ターミナル - 幾春別町 - 奔別中ノ沢町）
- 高速ふらの号（札幌駅前ターミナル - （三笠IC） - 三笠ターミナル - 幾春別町 - 富良野ターミナル）
- 高速みかさ号（札幌駅前ターミナル - （直行 三笠IC経由） - 三笠ターミナル）

## 周辺
- 三笠市民会館（三笠市営バス・北海道中央バス発着）
- 三笠市役所
- 三笠郵便局（集配局）
- 三笠中央公園
- 空知信用金庫三笠支店
- 三笠市商工会館
- 三笠市幸町商店街
- 三笠市多賀町商店街
- いわみざわ農業協同組合（JAいわみざわ）三笠支所